# The Royal Foundation
The Royal Foundation (littéralement, « la fondation royale »), auparavant The Foundation of Prince William and Prince Harry, est une fondation philanthropique britannique créée en 2009 par les princes William et Harry avec Catherine Middleton pour présidente depuis 2011.

## Historique
En septembre 2009, suivant en cela les pas de leur mère la princesse Diana – une des figures emblématiques mondiales des causes humanitaires –, les princes William et Harry créent cette fondation, avec pour siège social le palais Saint James à Londres. La princesse de Galles, épouse du prince William, en assure la présidence depuis le 29 septembre 2011.

## But de la fondation
- Aide aux jeunes défavorisés britanniques ayant besoin de conseils et de soutien.
- Développement durable des ressources naturelles et de l'environnement naturel.
- Aide aux soldats, à leurs familles et aux anciens combattants des forces armées britanniques.